# Yallo TV
Yallo TV (bis 2022: Wilmaa) ist eine Software zur Übertragung von Fernsehkanälen über das Internet. Entwickelt wurde sie in Zürich und funktioniert, aus lizenzrechtlichen Gründen, ausschliesslich in der Schweiz und in Liechtenstein. Wilmaa startete zunächst mit 22 Sendern. Das Angebot war zwischenzeitlich auf über 260 Sender gewachsen. Für die zahlende Nutzung des Streaming-Dienstes war eine Registrierung nötig. Wer das Wilmaa-Angebot kostenlos nutzte, hatte nur Zugriff auf das werbefinanzierte Live-Programm sämtlicher Sender. Bei zuzahlenden Benutzern waren keine Werbeeinblendungen vorhanden, und sie erhielten Zugriff auf die Sendungen der letzten sieben Tage („Replay TV“) via Bestellung. Zusätzlich erhielten zahlende Nutzer auch das komplette Senderangebot in höherer Auflösung und hatten die Möglichkeit, Sendungen auf einem Gerät zu pausieren und auf einem anderen Gerät an derselben Stelle weiterzuschauen („Cloudpause“). Die Nutzung von Wilmaa verpflichtete zur Zahlung der Billag- bzw. Serafe-Gebühr. Zum 5. Dezember 2022 ist die Webseite wilmaa.com in yallo TV aufgegangen.

## Geschichte
Wilmaa wurde im Jahr 2008 als das erste rein Browser-basierte Fernsehen der Welt lanciert. Gegründet wurde Wilmaa von Thomas Gabathuler. Die Entwickler agierten damals unter dem Namen „Solutionpark“. Auslöser für die Idee war die Europameisterschaft 2008. Gabathuler wollte den Nutzern gratis Fernsehen anbieten, um jedes Spiel im Browser mitverfolgen zu können. Als die Europameisterschaft zu Ende ging, sollte Wilmaa wieder eingestellt werden. Da die Nutzeranzahl jedoch innerhalb von einem Monat auf 100'000 anstieg und diese Wilmaa weiterhin nutzen wollten, blieb Wilmaa als permanente Anbieterplattform für Web-Fernsehangebote bestehen. Kurz darauf stieg Goldbach Group als Partner ein und übernahm die Vermarktung der Werbung.
Im Mai 2009 bot Wilmaa ihr erstes Mobile App im iTunes Store von Apple an. Im darauffolgenden August kam das Premium-Angebot auf den Markt. 2010 wurde erstmals die Wilmaa Time Machine (neu: 7 Tage Replay TV) angeboten. Zwei Jahre später folgte die Wilmaa Box, eine Set-Top-Box zur Darstellung auf normalen Fernsehgeräten. Im selben Jahr kaufte Thomas Gabathuler die Mehrheit der Anteile der Wilmaa AG von Goldbach Group zurück.
Durch die Partnerschaft mit SBB war Wilmaa auf der Startseite von SBB-Wifi verfügbar, damit konnte an über 80 Bahnhöfen in der Schweiz gratis werbefinanziertes Fernsehen geschaut werden. Auf der SBB-Wifi Startseite wurden pro Bahnhof individuelle Fernsehtipps zu den aktuell beliebtesten Fernsehsendungen pro Bahnhof angezeigt.
Die Wilmaa Box wurde seit November 2019 nicht mehr unterstützt. Per 2020 hat Wilmaa die Kunden des 2009 gegründeten Streamingdienstes TV Screen übernommen, welcher eingestellt wurde.
Wilmaa zählte zu den grössten Streaming-Diensten der Schweiz.
Im Juni 2020 wurde die Übernahme von Wilmaa durch Sunrise bekannt.  Im August 2022 lancierte Sunrise das kostenlose TV-Angebot yallo TV, das mit Wilmaa vergleichbar ist und kündete gleichzeitig an, dass Wilmaa mittelfristig durch den Yallo-Streamingdienst abgelöst werden soll. Zum 5. Dezember 2022 ist die Webseite wilmaa.com in Yallo TV aufgegangen.

## Angebot

### Wilmaa
Vier Abonnements waren verfügbar. Wilmaa Free war das kostenlose Angebot, welches über Werbung beim Aufstarten und beim Senderwechsel finanziert wurde. Es bot gratis Livefernsehen von über 260 Fernsehprogrammen, inklusive 60 Stunden Aufnahmespeicher. Wilmaa Me, Wilmaa Me Plus und Wilmaa Friends & Family waren die kostenpflichtigen Abonnements. Bei allen drei kostenpflichtigen Abonnements erhielten die Kunden sämtliche Premium-Funktionen wie Replay TV sowie Sendungen pausieren oder zurückspulen, 500 bis 1500 Stunden Aufnahmespeicher, unbegrenzte Downloads und beste Bildqualität mit über 129 HD Sendern. Mit Wilmaa Me Plus und Wilmaa Friends & Family erhielt man zusätzlich 34 Full HD Sender. Besitzer eines Wilmaa Friends & Family Accounts konnten das Angebot mit bis zu drei Freunden oder Familienmitgliedern gemeinsam verwenden. Die kostenpflichtigen Abonnements waren für ein oder zwölf Monate verfügbar und jederzeit kündbar. Alle Angebote waren auf dem Mobile, Tablet, Laptop, Android und Apple TV erhältlich.

## Medienecho
2013 wurde Wilmaa Premium vom Schweizer Konsumentenmagazin Kassensturz zum besten Fernseh-Bezahlangebot der Schweiz gekürt.

## Technisches
Aus lizenzrechtlichen Gründen war Wilmaa nur in der Schweiz und in Liechtenstein verfügbar. Ob sich der jeweilige User tatsächlich in der Schweiz bzw. Liechtenstein befindet, wurde anhand der IP-Adresse mit Hilfe von Geotargeting ermittelt. Wilmaa arbeitete mit Streaming.

## Senderauswahl
Folgende Sender waren in der Schweiz/Liechtenstein verfügbar:
| Kategorie    | Sender |
| ------------ | --- |
| Unterhaltung | SRF 1HD, SRF zweiHD, 3+HD/Full HD, 4+HD/Full HD, 5+HD, 6+HD ProSiebenHD/Full HD, ProSieben MaxxHD/Full HD, Puls 8HD/Full HD, Kabel einsHD/Full HD, Das ErsteHD/Full HD, DMAXHD, Bayerischer RundfunkHD, VOXHD/Full HD, ZDFHD/Full HD, ZDFneoHD/Full HD, Sat.1 GoldHD/Full HD, Sat.1HD/Full HD, ServusHD, sixxHD/Full HD, ORF 2HD, ORF einsHD, MTV CHHD, RTLHD/Full HD, RTL NitroHD/Full HD, RTL IIHD/Full HD, BBC OneHD, BBC TwoHD, BBC ThreeHD, Canale 5HD, Channel 4HD, Channel 5HD, Chérie 25HD, CieloTV, 6terHD, AnixeHD, C8, France 2HD/Full HD, France 3HD, France 4HD, France 5HD, iTVHD, iTV 2, iTV 3, iTV 4, iTV BE, M6HD/Full HD CH, NRJ 12HD, PhoenixHD/Full HD, Rai 1HD, Rai 2HD, Rai 3HD, Rai Gulp, RecordTV, RMC DécouverteHD, Rouge TV, RSI LA 1HD, RSI LA 2HD, RTL 102.5, RTP Internacional, RTR Planeta, RTS DeuxHD, RTS UnHD, Star TV, SWRHD, Tele 5HD/Full HD, TF1HD/Full HD, TLC, TV24HD, TV25HD, TV5 Monde, W9, QS24, E4, More 4, Film4, Swiss1 TVHD, S1TVHD, Kanal 9 (Schweden), Comedy CentralHD/Full HD, France ÔHD, TVM3, RMC StoryHD, TF1 Séries FilmsHD, TFX, TMC (Fernsehsender), La7, TVE Int., Rete 4, Italia 1, C8HD, 20 MediasetHD, 4Seven, 5Select, 5Spike, 5USA, Alice, BBC FourHD, beCuriousTVHD, Booster TVHD, Canale Italia, Challenge, Channel 55, Class TV Moda, Dave, Drama, Dream Turk, EoTVHD, Euro D, Euro Star, Fashion TVHD, Focus, Food Network, Giallo, Health tv, HRHD, HSE24HD, HSE24 ExtraHD, HSE24 Trend, Iris, Kabel eins Doku, Kanal 7 Avrupa, Kuriakos TVHD, La 7 d, La5, Marcopolo, N24 Doku, NASA TVHD, NETVIEW, Nove (Fernsehsender), Paramount Channel Italy, Paramount Network, Public Broadcasting Service, Pick, Power Turk TV, Rai 5, Rai Movie, Rai Premium, Rai Storia, Real Time, Rocket Beans TVHD, RT Doc, RTL PlusHD/Full HD, RTP 3, Show Turk, Spike Italia, Travel Channel, TV 8 int, TV5 Monde, VISIT-X.tv, Welt der Wunder, Yesterday, Cine Sony, TV8 |
| Sport        | Eurosport, L'equipe 21HD, Rai Sport 1, Rai Sport 2HD, Sport1HD/Full HD, Teleclub ZoomHD/Full HD, Teleclub Zoom FRHD, Sky Sport News HDHD/Full HD, FreeSports |
| Information  | SRF infoHD, ZDFinfoHD/Full HD, n-tvHD/Full HD, Euronews (EN/DE/FR/IT), BBC NewsHD, BBC World NewsHD, BFM TV, Bloomberg TV, CNBC, Al Jazeera EnglishHD, France 24HD, Rai News, ARD-alphaHD, Welt, Wetter TVHD, CNN InternationalHD, Euronews FR, Euronews IT, Euronews ENHD, 24H, BBC Arabic, BBC Parliament, BVN, CNEWSHD, CNN Money SwitzerlandHD, Haber Turk, CNN Türk, Der Aktionär TVHD, Deutsche Welle, Deutsche Welle English, Deutsche Welle Arabic, Deutsche Welle Spanish, Dmax Italia, France 24 ENHD, France Info (Fernsehsender), Hulk TV, I24news ENHD, i24NEWS FRHD, Italia 2, LCIHD, Record News, Sky News, Sky TG24, Tagesschau24HD |
| Kinder       | Super RTLHD/Full HD, KiKAHD/Full HD, Nick SchweizHD/Full HD, Disney ChannelHD, RiC, GulliHD, Boing, Cartoonito, CBeebies, Frisbee, K2, Rai4, Rai Yoyo, Super!, Toggo PlusHD/Full HD |
| Kultur       | 3satHD/Full HD, Arte (DE)HD/Full HD, Arte (Fr)HD, Bibel TVHD, GOD Channel, K-TV (Fernsehen), KTO, Rai Scuola, SONlife Broadcasting Network, TelepaceHD, UniNettuno University TV |
| Musik        | Deluxe MusicHD, Box Upfront, Chart Show TV, Clubland TV, CSTARHD, Deutsches Musik Fernsehen, Gotv, Kiss TV, Now 90s, ONE (Fernsehsender)HD |
| Regional     | Tele Ostschweiz, Tele Top ZH, TeleBärn, TelebaselHD, TeleBielingue, TeleTicino, TeleZüriHD, TV SüdostschweizHD, WDRHD, Canal Alpha NEHD, la télé, Léman bleu, NDRHD, Tele 1HD, Tele M1HD, MRD Fernsehen, Canal9, R9 Regionales Fernsehen ÖsterreichHD, Radio Bremen TVHD, RBB BerlinHD, S4CHD, SR FernsehenHD |